# Frederico Schomberg, 1.º Duque de Schomberg
Frederico Armando de Schomberg ou em alemão Friedrich Hermann von Schönberg ( Heidelberg, 16 de Dezembro de 1615 – 1 de Julho de 1690), duque de Schomberg e conde de Mértola, foi um general alemão que, contratado pelo conde de Soure, em 1660, veio para Portugal reorganizar o Exército Português, tendo contribuído para algumas vitórias como a Batalha do Ameixial e a Batalha de Montes Claros, em 1665. Teve algumas desinteligências com o 3.º conde de Castelo Melhor e com o marquês de Marialva.
Segundo o seu biógrafo, o australiano Matthew Glozier, Schomberg foi "o mais hábil soldado do seu tempo".
Foi mestre de campo general em Portugal, marechal de França, generalíssimo das tropas da Prússia, etc..
Em 1666 obteve o governo das armas do Alentejo.
Em 31 de Março de 1668 obteve o título de conde de Mértola através do rei D. Afonso VI de Portugal.
Morreu em combate na Batalha de Boyne Water, na Irlanda, então ao serviço da Inglaterra.

## Ligações exteriores
- Schomberg (Frederico Armando, conde e depois duque de), Portugal - Dicionário Histórico, Corográfico, Heráldico, Biográfico, Bibliográfico, Numismático e Artístico, Volume VI, pags. 766-767, Edição em papel, 1904-1915 João Romano Torres - Editor, Edição electrónica, 2000-2010 Manuel Amaral
- Friedrich Herman von Schomberg, Notícias biográficas, 2000-2010 Manuel Amaral
- Guerra da Restauração da Independência de Portugal (1640-1668) – Intervenção do Marechal Schomberg, pelo Tenente-general José Lopes Alves, Revista Militar N.º 2530 - Novembro de 2012